# Philippus II (keizer)
Philippus II (237-249) was de zoon van Philippus I Arabs, die keizer Gordianus III na diens dood in februari 244 opvolgde als heerser over het Romeinse rijk. Het duurde nog tot de late zomer van dat jaar eer Philippus I vanuit Perzië in Rome terugkeerde. Niet lang daarna kreeg zijn jeugdige zoon Marcus Julius Verus Philippus de titel Caesar, onderkeizer, terwijl zijn moeder, Otacilia Severa, de titel Augusta verkreeg: verhevene, keizerin.
Nadat zijn vader met succes de Donau als grens verdedigd had tegen de Karpen en de Germanen, keerde hij in triomf in 247 terug en verhief hij Philippus II tot medekeizer. In 249 werd Trajanus Decius de nieuwe keizer. Een van diens eerste acties als heerser over Rome was het laten vermoorden van Philippus.